# Die Apokalyptischen Reiter
Die Apokalyptischen Reiter is een Duitse deathmetalband uit Weimar.
Hun naam verwijst naar de vier ruiters van de Apocalyps afkomstig uit hoofdstuk 6 van het boek Openbaring uit het Nieuwe Testament van de Bijbel.

## Uitgebracht werk
- 1996 - Firestorm, demoband
- 1997 - Soft & Stronger, heruitgave met bonusnummers (Firestorm Demo) (Ars Metalli & ReRelease Hammerheart Records)
- 1998 - Dschinghis Khan, ep
- 1999 - Allegro Barbaro, als heruitgave met bonusnummers (Dschinghis Khan EP) (Ars Metalli & ReRelease Hammerheart Records)
- 2000 - All You Need Is Love
- 2003 - Have a Nice Trip, normale cd en digipak met bonusnummer van Manowar
- 2004 - Samurai, normale cd, cd+dvd, Pink Splattervinyl-lp en dvd+box (beperkt tot 1000 exemplaren)
- 2006 - Friede Sei Mit Dir, dvd met een optreden op het Summerbreeze Festival, een reportage uit de studio over het komende album Riders on the Storm en enkele video's
- 2006 - Friede Sei Mit Dir, single met vier nieuwe liedjes
- 2006 - Riders on the Storm
- 2008 - Licht
- 2011 - Moral & Wahnsinn